# 심명군
심명군 (1964년  ~ 2011년 3월 22일)은 대한민국의 모델이다.
생전 종교는 불교였으며 배우 심혜진의 친언니이기도 하다.